# Adriano Cavadini

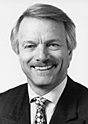
Adriano Cavadini

Adriano Cavadini (* 27. Juni 1942 in Sorengo, heimatberechtigt in Mendrisio) ist ein Schweizer Politiker (FDP)
Zum 30. November 1987 wurde er in den Nationalrat gewählt, wo er Einsitz in mehreren Kommissionen hatte. Bei den Parlamentswahlen 1999 wurde er nicht mehr wiedergewählt und schied daher zum 5. Dezember 1999 aus der Grossen Kammer aus.